# Ляльковий театр Острава
Ляльковий театр Острава (чеськ. Divadlo loutek Ostrava) — ляльковий театр у чеському місті Остраві.
Заклад є єдиною професіональною театральною сценою для дітей у Північноморавському регіоні. 

## Загальна інформація
Ляльковий театр Острава міститься у спеціально зведеній сучасній функціональній будівлі, й розташований за адресою:
вул. Пивоварська, буд. 15, м. Острава-72832 (Чехія).
Нині директоркою закладу є Ярмила Гайкова (Jarmila Hájková). 

## З історії та сьогодення театру
Ляльковий театр у Остраві був заснований у 1953 році під назвою Крайовий театр ляльок (чеськ. Krajské divadlo loutek). Першою виставою остравських лялькарів став новорічний спектакль з Дідом Морозом, який відіграли 12 грудня 1953 року.

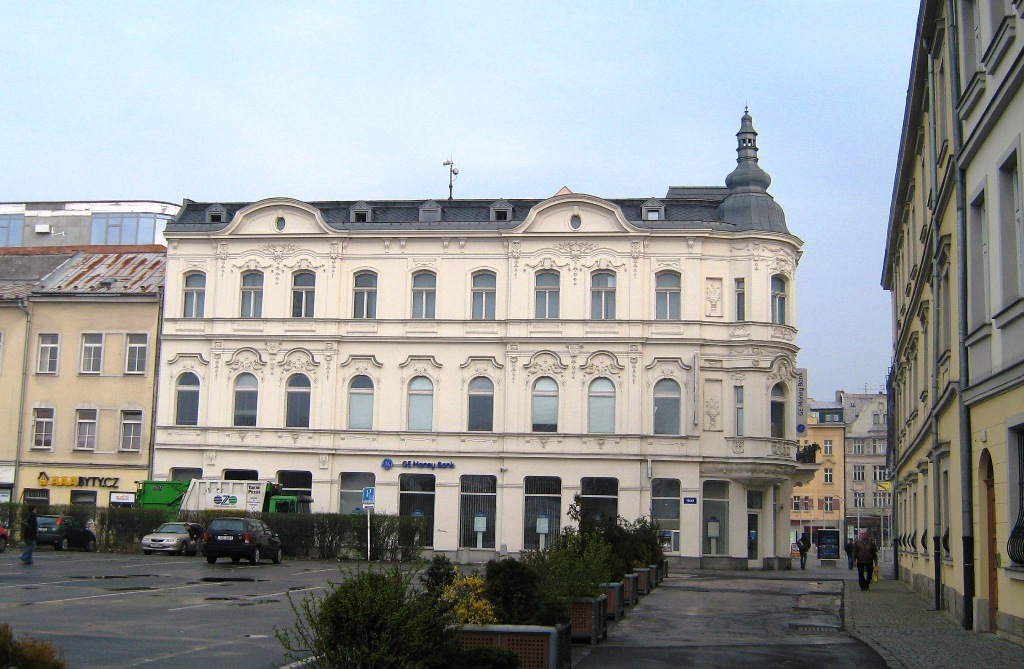
Перша історична будівля театру

Першим режисером остравського театру ляльок був Мілош Заплетал (Miloš Zapletal), а зірковими артистами — Їржі Фолькмер (Jiří Volkmer), Душан Феллер (Dušan Feller), Лібушка Гертлова (Libuška Hertlová). 
Тривалий час заклад містився на Масариковому наместі (передмісті) в історичній будівлі, доки 1999 року не було здано в експлуатацію нову сучасну і функціональну будівлю в середмісті Острави (в районі Черней луки). Відкриття нової сцени відбулося 24 вересня 1999 року прем'єрним показом вистави Strakonický dudák. Нова будівля театру ляльок в Остраві дістала престижне звання «Будинок року»-1999 (чеськ. Dům roku). 
Починаючи від 1995 року на базі Остравського лялькового організується і проводиться Міжнародне бієнале (двохрічник) лялькарський фестиваль Спектакуло Інтерессе (Spectaculo Interesse).
Нині остравські лялькарі грають щодня по 2 вистави для учнів шкіл. Уже традиційними стали недільні сімейні вистави — для дітей та їхніх батьків, а понеділковими вечорами — показ спектаклів для молоді й дорослої авдиторії.

## Репертуар
Театр щороку дає близько 400 вистав, причому, як правило, серед них 4—5 є прем'єрними.
Як і в багатьох інших лялькових театрах світу, в чинному репертуарі остравських лялькарів близько 20 постановок за національним (чеським) фольклором, популярними у світі казками, класичною літературою:
- Ze starých pověstí českých («Зі стародавніх чеських сказань») Алоїса Їрасека;
- Pinokio («Піноккіо») Карло Коллоді;
- O rybáři a rybce («Про рибака і рибку») Олександра Пушкіна тощо.

## Виноски
1. ↑  Virtual Study of Theatre Institute — Institut umění - Divadelní ústav.
2. ↑  Контакти театру [Архівовано 2009-11-14 у Wayback Machine.] на Офіційна вебсторінка театру (чеськ.)
3. ↑  Про театр [Архівовано 14 листопада 2009 у Wayback Machine.] на Офіційна вебсторінка театру [Архівовано 3 лютого 2010 у Wayback Machine.] (чеськ.)
4. ↑  Репертуар театру [Архівовано 14 вересня 2009 у Wayback Machine.] на Офіційна вебсторінка театру [Архівовано 3 лютого 2010 у Wayback Machine.] (чеськ.)